# Bert Pronk

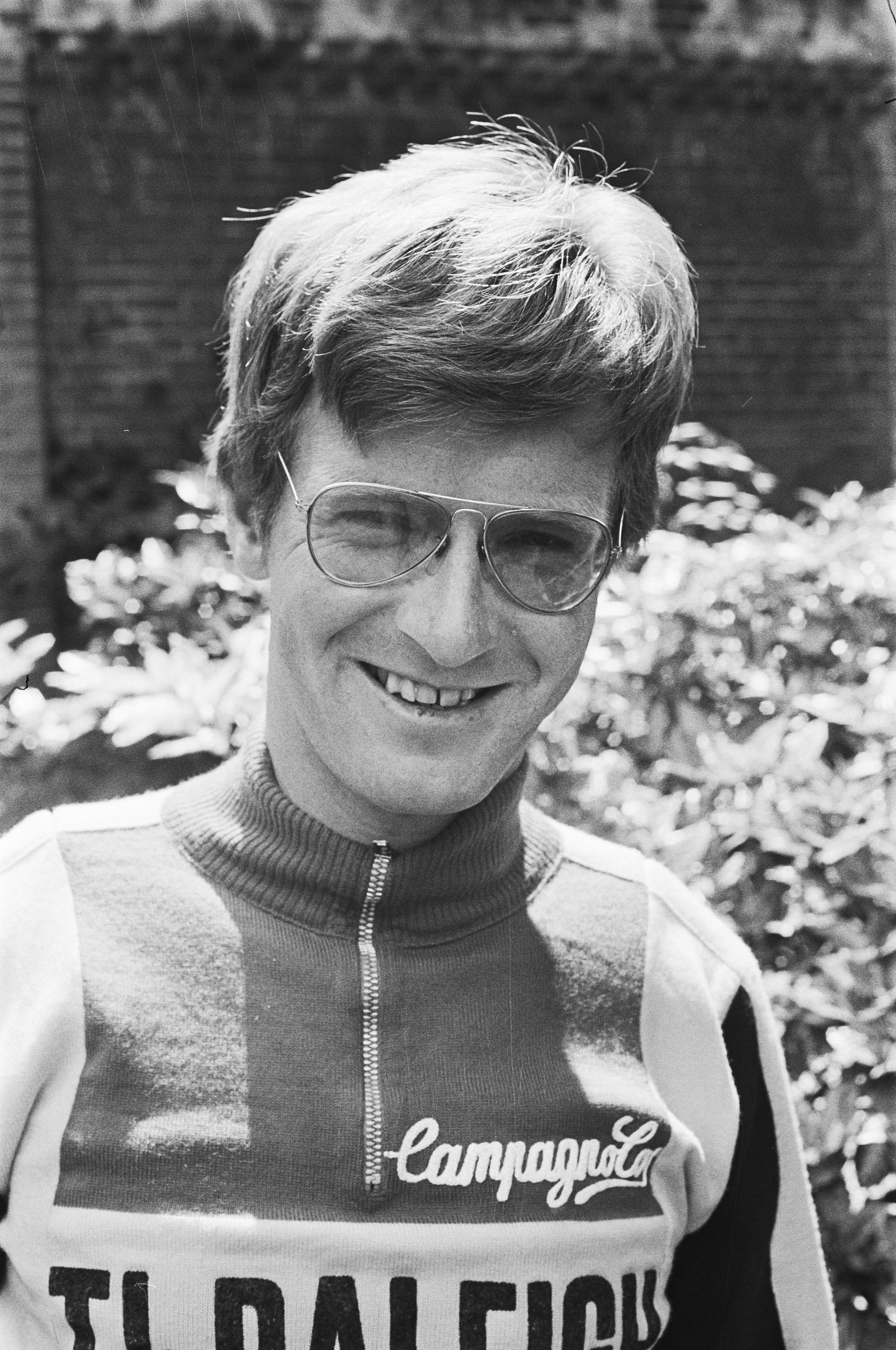
Bert Pronk 1977

Bert Pronk (* 24. Oktober 1950 in Scheveningen; † 15. März 2005 in der Algarve (Portugal)) war ein niederländischer Radrennfahrer. Seine größten Erfolge feierte er 1977, als er die Niederlande-Rundfahrt und die Tour du Luxembourg gewann.
Pronk galt während seiner aktiven Zeit als  Zeitfahrer und Bergspezialist. 1975 konnte er eine Etappe in der Tour de Suisse gewinnen. Bei seinem Debüt bei der Tour de France 1976 trug er mehrere Tage das Weiße Trikot als bester Jungprofi. Am Ende der Tour belegte er den 26. Rang. Im Jahr darauf verbesserte er sich im Gesamtklassement auf den 12. Platz. Noch 1977 wechselte Pronk vom Team TI-Raleigh zum Team Ijsboerke. Seine Erfolgskarriere brach daraufhin abrupt ab.
Bereits ein Jahr später kehrte er wieder zu Ti-Raleigh zurück, fand aber nicht mehr zu seinem früheren Potenzial zurück. Kennzeichnend dafür war die Tour de France 1980, als er zum Auftakt im Mannschaftszeitfahren so viel Zeit verlor, dass er aus der Wertung genommen wurde.
Bert Pronk erlag am 15. März 2005 im Alter von 54 Jahren einem Krebsleiden.